# Liste der Kulturdenkmale in Balingen

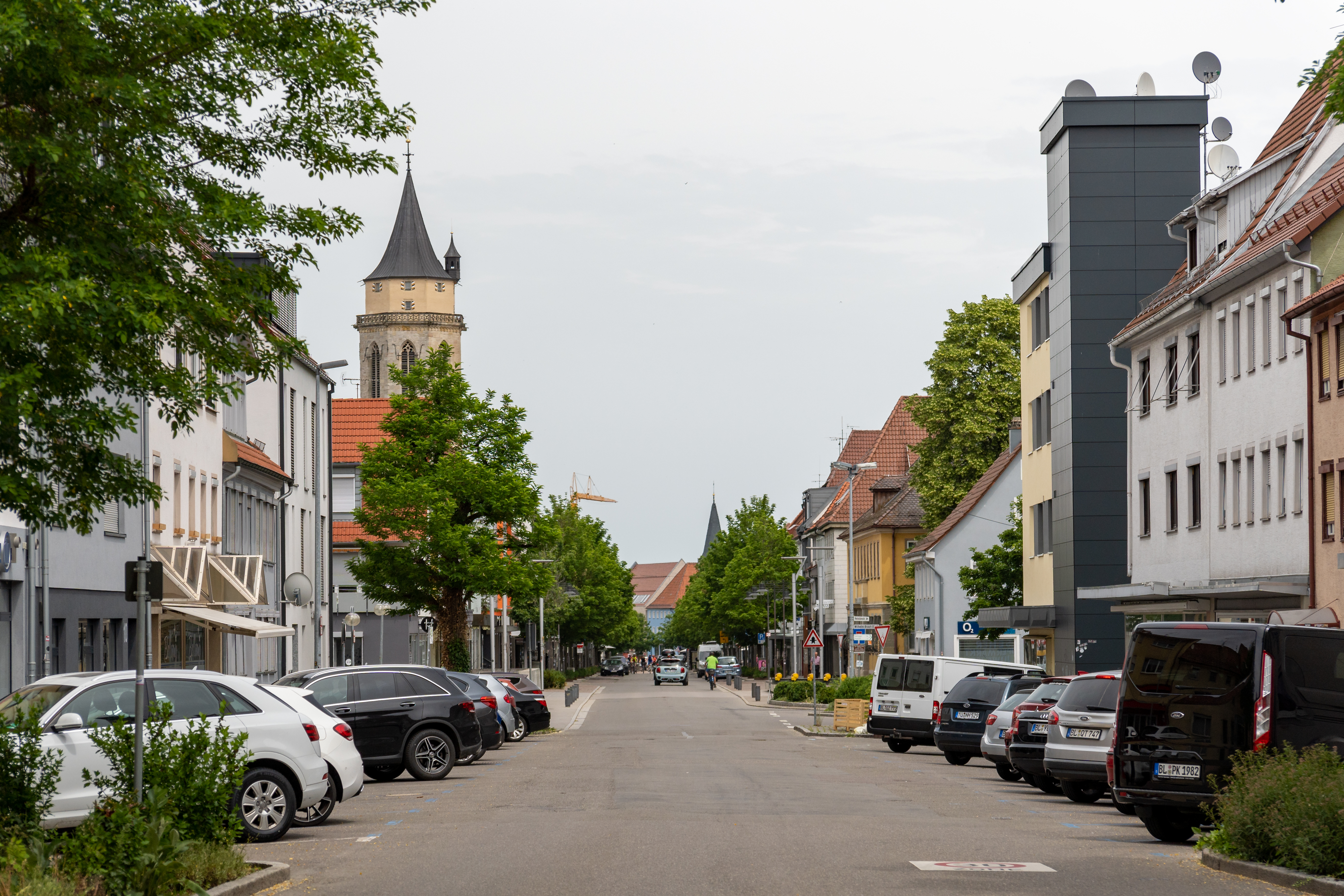

In der Liste der Kulturdenkmale in Balingen sind alle Bau- und Kunstdenkmale der Stadt Balingen und ihrer Teilorte verzeichnet, die im „Verzeichnis der unbeweglichen Bau- und Kunstdenkmale und der zu prüfenden Objekte“ des Landesamts für Denkmalpflege Baden-Württemberg verzeichnet sind. Dieses Verzeichnis wurde im März 2000 erstellt, die Teilliste für die Stadt Balingen hat den Stand vom 22. Juni 2010 und verzeichnet die folgenden unbeweglichen Bau- und Kunstdenkmäler.
Diese Liste ist nicht rechtsverbindlich. Eine rechtsverbindliche Auskunft ist lediglich auf Anfrage bei der Unteren Denkmalschutzbehörde der Stadt Balingen erhältlich.

## Allgemein
- Bild: Zeigt ein ausgewähltes Bild aus Commons, „Weitere Bilder“ verweist auf die Bilder im Medienarchiv Wikimedia Commons.
- Bezeichnung: Nennt den Namen, die Bezeichnung oder die Art des Kulturdenkmals.
- Lage: Straßenname und Hausnummer oder Flurstücknummer des Kulturdenkmals, gegebenenfalls auch den Ortsteil. Die Grundsortierung der Liste erfolgt nach dieser Adresse. Der Link (Karte) führt zu verschiedenen Kartendiensten mit der Position des Kulturdenkmals. Fehlt dieser Link, wurden die Koordinaten noch nicht eingetragen. Sind diese bekannt, können sie über ein Tool mit einer Kartenansicht einfach nachgetragen werden. In dieser Kartenansicht sind Kulturdenkmale ohne Koordinaten mit einem roten bzw. orangen Marker dargestellt und können durch Verschieben auf die richtige Position in der Karte mit Koordinaten versehen werden. Kulturdenkmale ohne Bild sind an einem blauen bzw. roten Marker erkennbar.
- Datierung: Baubeginn, Fertigstellung, Datum der Erstnennung oder grobe zeitliche Einordnung entsprechend des Eintrags in der zuständigen Denkmaldatenbank (Landesamt für Denkmalpflege Baden-Württemberg).
- Beschreibung: Kurzcharakteristik des Kulturdenkmals.

## Kernstadt Balingen
Kulturdenkmale in der Kernstadt Balingen (mit der Stadt Balingen, dem Stadtteil Heselwangen, dem Gehöft Reichenbacher Hof und den Häusern Holderhof und Stadtmühle):

### Balingen
| Bild           | Bezeichnung                                    | Lage                                                                     | Datierung                 | Beschreibung | ID |
| -------------- | ---------------------------------------------- | ------------------------------------------------------------------------ | ------------------------- | --- | -- |
|                | Gasthaus zur Brücke                            | Alte Hechinger Straße 16 (Karte)                                         |                           | zweigeschossig, verputzt, mit Mansardengiebeldach, um 1800 Geschützt nach §§ P DSchG |    |
|                | Villa                                          | Am Heuberg 76 (Karte)                                                    |                           | zweigeschossiger Hausteinbau in Hanglage mit Terrasse und Balkon Geschützt nach §§ P DSchG | BW |
| Weitere Bilder | Stadtbefestigung                               | Am Rappenturm 1                                                          |                           | Stadtbefestigung mit sämtlichen sichtbaren und in die Bebauung integrierten Mauern, sowie Grabenbereiche, Kulturdenkmal von besonderer Bedeutung Geschützt nach §§ 28 und 12 DSchG |    |
| Weitere Bilder | Stadtbefestigung                               | Am Rappenturm 3                                                          |                           | Stadtbefestigung mit sämtlichen sichtbaren und in die Bebauung integrierten Mauern, sowie Grabenbereichen Geschützt nach §§ 28 und 12 DSchG |    |
| Weitere Bilder | Stadtbefestigung                               | Am Rappenturm 8 (Karte)                                                  |                           | Stadtbefestigung mit sämtlichen sichtbaren und in die Bebauung integrierten Mauern, sowie Grabenbereichen Geschützt nach §§ 28 und 12 DSchG |    |
|                | Evangelische Stadtkirche                       | Am Spitaltörle 1 (Karte)                                                 | 1443–1512                 | Chorturmanlage mit dreischiffigem, kapellengesäumten Langhaus, 1541 Turmobergeschoss ergänzt Geschützt nach § 28 DSchG |    |
|                | Stadtbefestigung                               | Auf dem Graben 16 (Karte)                                                |                           | Stadtbefestigung mit sämtlichen sichtbaren und in die Bebauung integrierten Mauern, sowie Grabenbereichen Geschützt nach §§ 28 und 12 DSchG |    |
|                | Bahnhof                                        | Bahnhof 1 (Karte)                                                        |                           | ein- bis zweigeschossiger Gruppenbau, verputzt, mit Mittelrisalit, Erkern, Krüppelwalmdächern und Zwerchgiebeln sowie Bahnsteigüberdachung, 1911; Architekt: W. Fuchs, Stuttgart, Abteilungsingenieur Geschützt nach § 2 DSchG |    |
|                | Fußgängersteg                                  | bei Bahnhof 1 (Flstnr. 3385) (Karte)                                     | um 1910                   | über die Gleise im Bahnhofsgelände, eiserne parallelgurtige Fachwerkträger (Durchlaufträger) über einer Pendelstütze, mit abgewinkeltem Treppenaufgang und Podest, vermutlich Eisenwerke Jagstfeld Geschützt nach § 2 DSchG |    |
|                | Hausnummernschild                              | Bahnhofstr 29 (Karte)                                                    | um 1900                   | reich geschmückte Metallkartusche mit Straßenname und Nummer Geschützt nach § 2 DSchG |    |
|                |                                                | Bahnhofstr 31 (Karte)                                                    | um 1900                   | reich geschmückte Metallkartusche mit Straßenname und Nummer Geschützt nach § 2 DSchG |    |
|                | Mietshaus (Sichelschule)                       | Behrstraße 28/Hermann-Berg-Straße 15 (Karte)                             | 1920er Jahre              | zweigeschossig, verputzt mit Walmdach, samt Garten und Einfriedung Geschützt nach § 2 DSchG |    |
|                | Schulgebäude                                   | Behrstraße 30 (Karte)                                                    | 1921-1923                 | zwei- bis dreigeschossiger verputzter Gruppenbau in Hanglage mit Treppentürmen, Hofarkaden und Walmdach, samt Hof, Einfriedung und Märchenbrunnen, nach den 1914 fertiggestellten Plänen von Architekt Friedrich Imbery aus Sigmaringen erbaut Geschützt nach § 2 DSchG |    |
|                | Villa „Wörner“                                 | Behrstraße 52 (Karte)                                                    | 1913                      | eingeschossiger Putzbau auf hohem Sockelgeschoss, mit Erker, Walmdach und Zwerchhäusern, von Oberamtsbaumeister Wilhelm Wörner für sich selbst erbaut Geschützt nach § 2 DSchG |    |
|                | Villa „Rössle“                                 | Behrstraße 54 (Karte)                                                    | 1911                      | zweigeschossiger Putzbau mit Erker, Walmdach und hohen Zwerchhäusern samt Garten und Einfriedung, nach Plänen von Steck und Diemer, Balingen, für Gustav Rössle erbaut Geschützt nach § 2 DSchG |    |
|                | Überlandwerk Eppler                            | Blumenstraße 19 (Karte)                                                  | 1863                      | Elektrizitätswerk, zweigeschossiger, ehemaliger Mühlenbau, zum Teil verschindelt, mit Satteldach und Zwerchhaus, im Inneren alte technische Einrichtungen zur Stromerzeugung ab 1910 Geschützt nach § 2 DSchG |    |
|                | Spital                                         | Ebertstraße 15 (Karte)                                                   | nach 1810                 | ehemaliges Altenheim und Armenhaus, heute Wohnhaus, dreigeschossig, verputzt, mit Walmdach und Dachreiter, Uhrturm von 1860 Geschützt nach § 2 DSchG |    |
|                | Villa                                          | Engelestäle 40 (Karte)                                                   |                           | zweigeschossiger Bau mit säulentragendem Balkon und Walmdach, samt Garten, 1932 nach Plänen der Architekten Egelhaaf, Freudenstadt Geschützt nach §§ P DSchG |    |
|                | Mehrfamilienhaus                               | Eyachstraße 19 (Karte)                                                   | 1913                      | zweigeschossiger Putzbau auf hohem Sockel, mit Balkon und Erkern im Obergeschoss, Krüppelwalmdach und übergiebelte Dachgauben, nach Plänen von Steck und Diemer, Ebingen Geschützt nach § 2 DSchG |    |
|                | Mehrfamilienhaus                               | Eyachstraße 21 (Karte)                                                   | 1913                      | zweigeschossiger Putzbau auf hohem Sockel, mit Balkon und Erkern im Obergeschoss, Krüppelwalmdach und übergiebelte Dachgauben, nach Plänen von Steck und Diemer, Ebingen Geschützt nach § 2 DSchG |    |
|                | Rathaus                                        | Färberstraße 2 (Karte)                                                   | 1811                      | dreigeschossig, verputzt, auf hohem Sockel mit zweiläufiger Freitreppe an der Nordfassade, Walmdach mit nördlichem Dreiecksgiebel und Dachreiter, von Bauinspektor Carl Christian Nieffer (1787–1871),samt westlich angebautem Reiherbrunnen Geschützt nach § 2 DSchG |    |
|                | ehemalige Beschälplatte                        | Färberstraße 4 (Karte)                                                   | 1818                      | zugänglich über Neue Straße 33, mit Pferdestall, Futterlager und Schlafkammer für einen Gestütsknecht, heute Bürogebäude, eingeschossig, verputzt mit zwei Rundbogenportalen und Satteldach Geschützt nach § 2 DSchG |    |
|                | Frauenarbeitsschule                            | Filserstraße 9 (Karte)                                                   | 1898                      | zweigeschossiger Putzbau mit reichen Holzverzierungen, Walmdach, Zwerchgiebel und geschnitzte Windbretter, von Stadtbaumeister Schuster Geschützt nach § 2 DSchG |    |
|                | Friedhofkirche                                 | Friedhof 1 (Karte)                                                       | um 1300                   | flach gedeckte Saalkirche mit polygonal geschlossenem Chor und südlich anschließendem, älteren Flankenturm mit Fachwerkobergeschoss; umgeben von historischen Grabsteinen Geschützt nach § 28 DSchG |    |
|                | Obelisk                                        | Friedhof 1 (Karte)                                                       | 1881                      | Denkmal für Maria Friederike Rösler (1819–1880), von M. Stähle Geschützt nach § 2 DSchG |    |
|                | Grabmal Familie Kraut                          | Friedhof 1 (Karte)                                                       | 2. Hälfte 1950er Jahre    | mit lebensgroßen Figuren eines idealtypischen Ehepaars in antikisierenden Gewändern, bezeichnet H. Retzbach Geschützt nach § 2 DSchG |    |
|                | Gefallenendenkmal                              | Friedhof 2 (Karte)                                                       |                           | Denkmal zum Gedächtnis der Gefallenen des Ersten und Zweiten Weltkriegs, zwei gegeneinander versetzte Mauern aus verschiedenen Zeiten, jeweils mit Namen und Reliefschmuck (1928 von Imbery und Franz Xaver Marmon, 1957 von Manfred Lehmbruck und Alfred Lörcher) um ein vertieftes Rasenfeld mit bronzener Grabplatte (von Bohnet) und Hochkreuz,1957 Geschützt nach § 2 DSchG                                           |    |
|                | Sparkasse                                      | Friedrichstraße 3 (Karte)                                                | 1952                      | Westtrakt, zweigeschossiger Putzbau mit Arkaden im Erdgeschoss der Straßenfassade,Satteldach und Dachreiter mit Uhr, nach Plänen von Dr. Eduard Krüger, Schwäbisch Hall (Sieger des Wettbewerbs von 1939) Geschützt nach § 2 DSchG |    |
|                | Wirtshausschild                                | Friedrichstraße 28 (Karte)                                               | Anfang 19. Jahrhundert    | vom ehemaligen Wirtshaus Weißer Ochsen Geschützt nach § 2 DSchG |    |
|                | Wohnhaus (mit Ladeneinbau)                     | Friedrichstraße 52 (Karte)                                               | 1810                      | dreigeschossig mit zurückgesetztem Dachterrassengeschoss, Putzbau, gegliederte Fassade, Satteldach, für den Stadt- und Amtsschreiber G. C. Hobbahn, spätere Umbauten Geschützt nach § 2 DSchG |    |
|                | Hausnummernschild                              | Friedrichstraße 52 (Karte)                                               | um 1900                   | reich geschmückte Metallkartusche mit Straßenname und Nummer Geschützt nach § 2 DSchG |    |
|                | Wohnhaus (mit Ladeneinbau)                     | Friedrichstraße 61 (Karte)                                               | 1810                      | zweigeschossig, verputzt, Satteldach mit Zwerchhaus unter Walmdach,über der Tür Keilstein mit Reliefbild eines Hahns, hier wuchs der später berühmte Theologieprofessor Johann Tobias Beck (1804–1878) auf Geschützt nach § 2 DSchG |    |
|                | Oberamtsgebäude                                | Friedrichstraße 67 (Karte)                                               | um 1810                   | heute Finanzamt, zweigeschossig, verputzt, Walmdach Geschützt nach § 2 DSchG |    |
|                | Torbrücke                                      | Friedrichstraße 67 (Karte)                                               |                           | bei Friedrichstraße 67 (in Verlängerung der Friedrichstraße Richtung Viehmarktplatz), steinerne Bogenbrücke über die Steinach. Eine Reparatur der einsturzgefährdeten Brücke unter Erhaltung der überlieferten Substanz in einem aussagekräftigen Umfang ist nicht möglich. Gegen den Abbruch wird daher kein Einwand erhoben. Br. 22.09.2009 Geschützt nach § 2 DSchG                                                     | BW |
|                | Wasserturm                                     | Friedrichstraße 67/1                                                     | um 1480                   | südwestlicher Eckturm der Stadtbefestigung, Fachwerkgeschoss Geschützt nach § 28 DSchG |    |
|                | Scheune                                        | Froschstraße 4 (Karte)                                                   | 1812                      | zweigeschossiges Eckhaus mit freiliegendem konstruktivem Fachwerk und Walmdach Geschützt nach § 2 DSchG |    |
|                | Katholische Heilig-Geist-Kirche                | Heilig-Geist-Kirchplatz 1 (Karte)                                        | 1898/99                   | früher Paulinenstraße 1, neugotisches Langhaus mit polygonal geschlossenem Ostchor und Chorflankenturm, nach Plänen von Ulrich Pohlhammer (Stuttgart), Schiff heute nach Norden geöffnet und im Inneren mit dem Erweiterungsbau von Martin Schilling (Rottenburg), alter Chor mit Glasfenstern von August Blepp dient heute als Seitenkapelle, neue Betonglasfenster von Albert Birkle (Salzburg) Geschützt nach § 2 DSchG |    |
|                |                                                | Hermann-Berg-Straße 15                                                   |                           | siehe Behrstraße 28 Geschützt nach § 2 DSchG |    |
|                | Stadtbefestigung                               | bei Im Zwinger 1 (Karte)                                                 |                           | Stadtbefestigung mit sämtlichen sichtbaren und in die Bebauung integrierten Mauern, sowie Grabenbereichen Geschützt nach §§ 28 und 12 DSchG | BW |
|                | Stadtbefestigung                               | bei Im Zwinger 5 (Karte)                                                 |                           | Stadtbefestigung mit sämtlichen sichtbaren und in die Bebauung integrierten Mauern, sowie Grabenbereichen Geschützt nach §§ 28 und 12 DSchG |    |
|                | Stadtbefestigung                               | bei Im Zwinger 6 (Karte)                                                 |                           | Stadtbefestigung mit sämtlichen sichtbaren und in die Bebauung integrierten Mauern, sowie Grabenbereichen Geschützt nach §§ 28 und 12 DSchG |    |
|                | Stadtbefestigung                               | bei Im Zwinger 7 (Karte)                                                 |                           | Stadtbefestigung mit sämtlichen sichtbaren und in die Bebauung integrierten Mauern, sowie Grabenbereichen Geschützt nach §§ 28 und 12 DSchG | BW |
|                | Stadtbefestigung                               | bei Im Zwinger 9 (Karte)                                                 |                           | Stadtbefestigung mit sämtlichen sichtbaren und in die Bebauung integrierten Mauern, sowie Grabenbereichen Geschützt nach §§ 28 und 12 DSchG | BW |
|                | Stadtbefestigung                               | bei Im Zwinger 16 (Karte)                                                |                           | Stadtbefestigung mit sämtlichen sichtbaren und in die Bebauung integrierten Mauern, sowie Grabenbereichen Geschützt nach §§ 28 und 12 DSchG | BW |
|                | Wohnhaus                                       | Inselstraße 8 (Karte)                                                    | um 1810                   | zweigeschossig, verputzt, Satteldach mit Aufzugsgaube, Besichtigung 9. Januar 2013 Geschützt nach §§ P DSchG |    |
|                | „Kronenhäusle“                                 | Kalkofen 14 (Karte)                                                      | 18. Jahrhundert           | Wasch- und Gartenhaus, später Wohnhaus, zweigeschossig in den Hang gebaut auf quadratischem Grundriss, verputzt, Zeltdach Geschützt nach § 2 DSchG |    |
|                | Wohnhaus                                       | Karlstraße 2 (Karte)                                                     | 1898/99                   | zweigeschossig mit Kniestock, Eckerker und Mittelrisaliten an den Straßenfassaden, Bossenquadersockel, Erdgeschoss mit hellen Ziegeln, Obergeschoss verschindelt, auf der Rückseite offene Logia, im Kniestock Fachwerk, Walmdach, mit Garten und Einfriedung, für den Fabrikbesitzer Gottfried Reiber erbaut Geschützt nach § 2 DSchG                                                                                     |    |
|                | Marktbrunnen                                   | Marktplatz (Flstnr. 125/7) (Karte)                                       |                           | achteckiger Steintrog mit zentralem, steinernem Stock und Ritterfigur als Wappenhalter (württembergisches Wappenschild), Bronzekopie einer Steinfigur des 16. Jahrhunderts Geschützt nach § 28 DSchG |    |
|                | Wohnhaus, ab 1864 Forstamt                     | Neue Straße 18 (Karte)                                                   | um 1810                   | zweigeschossig über niedrigem Sockel, verputzt, Walmdach, über dem Eingang Staatswappen Geschützt nach § 2 DSchG |    |
|                | Wohnhaus, heute Stadtbauamt                    | Neue Straße 31 (Karte)                                                   | um 1810                   | dreigeschossig, verputzt, geohrte beziehungsweise bedachte Fenster, Walmdach Geschützt nach § 2 DSchG |    |
|                | Wohnhaus                                       | Neue Straße 33 (Karte)                                                   | um 1810                   | zweigeschossig, verputzt, Walmdach Geschützt nach § 2 DSchG |    |
|                | Stadtbefestigung                               | Neue Straße 39/1                                                         |                           | Stadtbefestigung mit sämtlichen sichtbaren und in die Bebauung integrierten Mauern, sowie Grabenbereichen Geschützt nach §§ 28 und 12 DSchG |    |
|                | Wohnhaus                                       | Neue Straße 47 (Karte)                                                   | 2. Hälfte 19. Jahrhundert | zweigeschossig, verputzt, Satteldach über langem Aufschiebling Geschützt nach §§ P DSchG |    |
|                | Scheune                                        | Neue Straße 53 (Karte)                                                   |                           | heute Wohn- und Geschäftshaus, zweigeschossig, verputzt, Rundbogenportal, Satteldach Geschützt nach § 2 DSchG |    |
|                | Stadtbefestigung                               | Neue Straße 55 (Karte)                                                   |                           | Stadtbefestigung mit sämtlichen sichtbaren und in die Bebauung integrierten Mauern, sowie Grabenbereichen Geschützt nach §§ 28 und 12 DSchG |    |
|                | Zehntscheune, heute städtisches Museum         | Neue Straße 59 (Karte)                                                   | 1617                      | Putzbau mit mehreren unterschiedlich großen Rundbogenöffnungen an der Straßenfassade, Satteldach, 1675 Wiederaufbau nach Bränden Geschützt nach § 2 DSchG |    |
|                |                                                | Neue Straße 59 (Karte)                                                   |                           | Geschützt nach §§ 28 und 12 DSchG |    |
|                | Wohnhäuser                                     | Ölbergstraße 9, 11 13,15, 17, 19 (Karte)                                 |                           | geschlossener Baubestand der Zeit vor dem Stadtbrand von 1809 Geschützt nach § 2 DSchG |    |
|                | Kameralamt                                     | Ölbergstraße 23 (Karte)                                                  |                           | heute Bürohaus, dreigeschossiger, rückwärts orientierter Dreiflügelbau, verputzt, mit Stadtwappen, 1815 aus zwei Gebäuden zusammengefügt, in der Ostfassade des Südflügels Teil der mittelalterlichen Stadtmauer, Satteldach, südlich davon Steinmauer mit Gartentörchen Geschützt nach § 2 DSchG |    |
|                | Stadtbefestigung                               | Ölbergstraße 23 (Karte)                                                  |                           | Stadtbefestigung mit sämtlichen sichtbaren und in die Bebauung integrierten Mauern, sowie Grabenbereichen Geschützt nach §§ 28 und 12 DSchG |    |
|                | Eckständer                                     | Ölbergstraße 29 (Karte)                                                  | 1724                      | figürlich geschnitzt und farbig gefasst, übernommen vom Vorgängerbau, Gasthaus Rose Geschützt nach § 2 DSchG |    |
|                | Hochwasserdenkmal                              | Paulinenstraße/Ecke Robert-Wahl-Straße (an der Eyachbrücke) (Karte)      |                           | Obelisk aus Fichtelberger Granit mit Inschriften und vollplastischer Taube, zur Erinnerung an das Eyach-Hochwasser von 1895 Geschützt nach § 2 DSchG |    |
|                | Brückenträger                                  | Rollerstraße (Steg über die Eyach, Flstnr 214, 1359, 3418, 4315) (Karte) | 1911                      | Zwei Hauptträger der ehemaligen Schellenbergbrücke über die Zollernbahn, Stahlfachwerk, genietet, wieder verwendet 2002 als Teile eines Fußgängerstegs in Verlängerung der Rollerstraße Geschützt nach § 2 DSchG |    |
|                | „Reiterhaus“, heute Jugendherberge             | Schlossstraße 5 (Karte)                                                  | 18. Jahrhundert           | dreigeschossiger Putzbau, ehemaliges Gesindehaus des Zollernschlosses, im ersten und zweiten Obergeschoss der Straßenfassade sowie im Giebel freiliegendes Fachwerk, Satteldach, unter der Südtraufe kolossale Holzstützen einer ehemaligen doppelten Galerie Geschützt nach § 2 DSchG |    |
|                | Stadtbefestigung                               | Schlossstraße 5 (Karte)                                                  |                           | Stadtbefestigung mit sämtlichen sichtbaren und in die Bebauung integrierten Mauern, sowie Grabenbereichen Geschützt nach §§ 28 und 12 DSchG |    |
|                | Zollernschloss                                 | Schlossstraße 6 (Karte)                                                  |                           | dreigeschossiger Bau, Erdgeschoss und erstes Obergeschoss massiv, zweites Obergeschoss mit Sichtfachwerk, Westseite verbrettert, Außentreppe, Krüppelwalmdach, 1935 bis 1937 unter Verwendung alter Substanz von Grund auf rekonstruiert durch Architekt Egelhaaf Geschützt nach § 28 DSchG |    |
|                | Stadtbefestigung                               | Schlossstraße 6 (Karte)                                                  |                           | Stadtbefestigung mit sämtlichen sichtbaren und in die Bebauung integrierten Mauern, sowie Grabenbereichen Geschützt nach §§ 28 und 12 DSchG |    |
|                | Ehemaliger städtischer Farrenstall und Scheune | Schwanenstraße 11 (Karte)                                                | 1812                      | zweigeschossiger Fachwerkbau, von der Balinger Spitalpflege errichtet, 1814 der Stadt überlassen Geschützt nach § 2 DSchG |    |
|                | Krankenhaus                                    | Tübinger Straße 20/1 (Karte)                                             | 1890                      | zweigeschossiger Backsteinbau, Eckrisalite mit Walmdächern,übergiebelter Mittelrisalit Geschützt nach § 2 DSchG |    |
|                | Siechenkapelle                                 | Tübinger Straße 48 (Karte)                                               | 1427/28                   | Putzbau auf rechteckigem Grundriss, Giebelreiter, 1440 erstmals erwähnt Geschützt nach § 28 DSchG |    |
|                | Gasthaus „Sonne“                               | Viehmarktplatz 8 (Karte)                                                 | 2. Hälfte 18. Jahrhundert | zweigeschossiges Fachwerkhaus, Erdgeschoss verputzt, Mansardgiebeldach Geschützt nach § 2 DSchG |    |
|                | Stadtbefestigung                               | Vor dem Gerbertor 20 (Karte)                                             |                           | Stadtbefestigung mit sämtlichen sichtbaren und in die Bebauung integrierten Mauern, sowie Grabenbereichen Geschützt nach §§ 28 und 12 DSchG |    |
|                | Wohnhaus (mit Ladeneinbau)                     | Wilhelm-Kraut-Straße 5 (Karte)                                           | 1832/33                   | zweigeschossig, Erdgeschoss mit Rustikaquaderung, Obergeschoss mit Backsteinverbelendung und aus der Mittelachse gerücktem, übergiebeltem Erker, Satteldach, Zwerchhaus, Umbau und Neugestaltung der Fassade 1899 Geschützt nach § 2 DSchG |    |
|                | Wohnhaus (mit Ladeneinbau)                     | Wilhelm-Kraut-Straße 8 (Karte)                                           | 1788                      | dreigeschossiger Putzbau mit Mansardengiebeldach Geschützt nach § 2 DSchG |    |
|                | Wohnhaus (mit Ladeneinbau)                     | Wilhelm-Kraut-Straße 10 (Karte)                                          | 1788                      | dreigeschossiges Fachwerkhaus mit Mansardengiebeldach, am Portal bezeichnet 1788 Geschützt nach § 2 DSchG |    |
|                | Schwefelbrunnen                                | bei Wilhelm-Kraut-Straße 16 (Karte)                                      | 1935                      | im gegenüberliegenden Hofbereich zwischen Wilhelm-Kraut-Straße und Spitalstraße (Flstnr. 29), Laufbrunnen mit Froschrelief als Wasserspeier, samt zugehöriger Brunnenstube von 1835 mit reduzierter Trockenmauer des Vorschachts und hölzernem Deichel Geschützt nach § 2 DSchG |    |
|                | Scheune                                        | Wilhelm-Kraut-Straße 23/1 (Karte)                                        | 1829                      | mit freiliegendem Fachwerk und Satteldach, einst Bierbrauerei und Branntweinbrennerei, Besichtigung 27. Juni 2013 Geschützt nach §§ P DSchG |    |

### Balingen-Heselwangen
Kulturdenkmale in Heselwangen (einem Teilort auf der Gemarkung der Kernstadt Balingen):

| Bild | Bezeichnung         | Lage                                                        | Datierung | Beschreibung | ID |
| ---- | ------------------- | ----------------------------------------------------------- | --------- | --- | -- |
|      | Bauernhof           | Bürgermeister-Jetter-Straße 1, Streichener Straße 4 (Karte) | 18. Jh.   | Bauernhof, bestehend aus Wohnhaus, ehemals Gasthaus Krone, zweigeschossig, verputzt, Fachwerkscheune und Waschhaus (2007 nicht mehr vorhanden) 18. Jahrhundert. Geschützt nach § 2 DSchG |    |
|      | Schul- und Rathaus  | Bürgermeister-Jetter-Straße 3 (Karte)                       | 1829/1876 | Schul- und Rathaus, zweigeschossig, verputzt, Krüppelwalmdach, 1829 von Carl-Christian Nieffer, 1876 vergrößert. Geschützt nach § 2 DSchG                                                |    |
|      | Evangelische Kirche | Bürgermeister-Jetter-Straße 5 (Karte)                       | 1830      | Evangelische Kirche, verputzter Saalbau mit eingezogenem Westturm und quadratischer Sakristei im Osten, 1830 von Carl Christian Nieffer. Geschützt nach § 2 DSchG                        |    |
|      | Gedenkstein         | Streichener Straße (auf dem Friedhof, Flstnr.516) (Karte)   | 1914      | Grab- und Gedenkstein für Wilhelm und Hermann Jetter, 1914. Geschützt nach § 2 DSchG |    |

### Balingen-Stadtmühle
Kulturdenkmale am Wohnplatz Stadtmühle (auf der Gemarkung der Kernstadt Balingen):

| Bild           | Bezeichnung | Lage                     | Datierung | Beschreibung | ID                       |
| -------------- | ----------- | ------------------------ | --------- | --- | ------------------------ |
| Weitere Bilder | Stadtmühle  | Stadtmühle 1,3,4 (Karte) | um 1800   | Stadtmühle, ehemals Gießen- beziehungsweise Untere Mühle, bestehend aus Mühlengebäude, zweigeschossig, verputzt, Satteldach mit Zwerchhaus und Wiederkehr, Anfang 19. Jahrhundert, Rückgebäude mit zweigeschossigem Mahlraum, heute unterteilt, an einer Stütze bezeichnet 1787, samt Wasserbau, einem Wohnhaus, heute Gastwirtschaft, zweigeschossiger Fachwerkbau, um 1800, und einer Scheune, Putzbau, Satteldach mit westlichem Krüppelwalm, um 1800. Geschützt nach § 2 DSchG | Wikidata-Objekt anzeigen |

## Stadtteile

### Endingen
Kulturdenkmale im Stadtteil Endingen mit dem Dorf Endingen und den Häusern Eckhaus, Galgenrain und Kutzmühle:

| Bild | Bezeichnung                          | Lage                          | Datierung              | Beschreibung | ID |
| ---- | ------------------------------------ | ----------------------------- | ---------------------- | --- | -- |
|      | Hermesbrunnen                        | bei Am Wettbach 1 (Karte)     | 1950er Jahre           | ursprünglich vor der Sparkasse in Balingen aufgestellt Geschützt nach § 2 DSchG |    |
|      | Bauernhaus                           | Am Wettbach 14 (Karte)        | Anfang 18. Jahrhundert | Erdgeschoss verputzt, Obergeschoss und Giebel mit freiliegendem Fachwerk, Satteldach Geschützt nach § 2 DSchG |    |
|      | Evangelische Pfarrkirche St. Blasius | Am Wettbach 21 (Karte)        |                        | samt Kirchhof und Mauer, verputzter Saalbau mit polygonalem Chor, 1654–57 nach Zerstörung im Dreißigjährigen Krieg, Kirchturm 1866 von Bauinspektor Herzog Geschützt nach § 2 DSchG                                                                     |    |
|      | Pfarrhaus                            | Am Wettbach 23 (Karte)        | 1664                   | Geburtshaus des Malers Friedrich Oelenhainz (geboren 1745) Geschützt nach § 2 DSchG |    |
|      | Bauernhaus                           | Schömberger Straße 38 (Karte) | um 1700                | zweigeschossig, verputzt Geschützt nach § 2 DSchG |    |
|      | Bauernhaus                           | Schömberger Straße 40 (Karte) | 17. Jahrhundert        | zweigeschossig, verputzt, 17. Jahrhundert (Dachstuhl), 1956 erneuert Geschützt nach § 2 DSchG |    |
|      | ehemaliges Bahnhofsgebäude           | Steingrüble 6 (Karte)         | 1910                   | Empfangs- und Verwaltungsgebäude des ehemaligen Bahnhofs Endingen, Putzbau mit Krüppelwalmdächern und offener hölzerner Wartehalle, nach Plänen des hochbautechnischen Büros der Königlich württembergischen Staatseisenbahnen Geschützt nach § 2 DSchG |    |

### Engstlatt
| Bild | Bezeichnung                     | Lage                                                 | Datierung              | Beschreibung | ID                                                                                            |
| ---- | ------------------------------- | ---------------------------------------------------- | ---------------------- | --- | --------------------------------------------------------------------------------------------- |
|      | Sühnekreuz                      | gegenüber Alte Steige 18 (Karte)                     | 16/17. Jahrhundert     | Steinkreuz an der Ecke Alte Steige/Querverbindung zur Schweizer Straße Geschützt nach § 2 DSchG |                                                                                               |
|      | Schmiedewerkstatt               | bei Caspar-Nagel-Straße 9 (Karte)                    | 19. Jahrhundert        | heute Schuppen, verputzter Bau, mit freiliegendem Giebelfachwerk und alten Festmachringen Geschützt nach § 2 DSchG                                                                                             |                                                                                               |
|      | Wirtshausschild                 | bei Caspar-Nagel-Straße 37 (an der Hausecke) (Karte) | 1870er Jahre           | vom Gasthaus „Hirsch“, ornamental und figürlich geschmückter eiserner Ausleger mit Hirschfigur Geschützt nach § 2 DSchG                                                                                        |                                                                                               |
|      | Hälfte eines Doppelbauernhauses | Caspar-Nagel-Straße 38 (Karte)                       | um 1800                | zweigeschossig, verputzt, mit getäfelter Stube durch ungenehmigte Maßnahmen zerstört, gestrichen am 1. Dezember 2005 Geschützt nach §§ 2 DSchG                                                                 | [[Vorlage:Bilderwunsch/code!/C:48.298761,8.87633!/D: Hälfte eines Doppelbauernhauses !/\|BW]] |
|      | Lagerhalle                      | Caspar-Nagel-Straße 57a (Karte)                      | um 1910                | Hölzerne Lagerhalle mit Parabel-Dachbindern nach Howe-System, flaches gewölbtes Dach, Oberlichter, Bedenken gegen Abbruch zurückgestellt, Oktober 2007 Geschützt nach §§ 2 DSchG                               | [[Vorlage:Bilderwunsch/code!/C:48.298676,8.874716!/D: Lagerhalle !/\|BW]]                     |
|      | Pfarrhof                        | Hechinger Straße 1/1 (Karte)                         | 18. Jahrhundert        | dreigeschossiges Fachwerkhaus in Hanglage am Kirchhof, Erdgeschoss verputzt, Satteldach einseitig mit Krüppelwalm, 1705 von Werkmeister Johann Ulrich Haimb, und ehemaliges Waschhaus Geschützt nach § 2 DSchG |                                                                                               |
|      | Bauernhaus                      | Hechinger Straße 6 (Karte)                           | 18. Jahrhundert        | zweigeschossig, verputzt, teilweise mit Platten verkleidet,teilweise freigelegtes Fachwerk Geschützt nach § 2 DSchG                                                                                            |                                                                                               |
|      | Wirtshausschild                 | Hechinger Straße 8 (Karte)                           | Anfang 19. Jahrhundert | Wirtshausschild vom Gasthaus „Schwanen“ (an der Hausecke) Geschützt nach § 2 DSchG |                                                                                               |
|      | Bauernhaus                      | Hechinger Straße 9 (Karte)                           | Anfang 18. Jahrhundert | Fachwerkbau, Erdgeschoss straßenseitig verputzt, Obergeschoss und Giebel verschindelt Geschützt nach § 2 DSchG                                                                                                 |                                                                                               |
|      | Bauernhaus                      | Hechinger Straße 11 (Karte)                          | um 1700                | Erdgeschoss zum Teil massiv Geschützt nach § 2 DSchG |                                                                                               |
|      | Bauernhaus                      | Hechinger Straße 21 (Karte)                          | um 1700                | zweigeschossig, verputzt, im Straßengiebel freiliegendes Fachwerk Geschützt nach § 2 DSchG |                                                                                               |
|      | Gasthof „Krone“                 | Hechinger Straße 24 (Karte)                          | Anfang 18. Jahrhundert | bestehend aus dem Gasthaus, zweigeschossig, verputztund der Fachwerkscheune Geschützt nach § 2 DSchG |                                                                                               |
|      | Bauernhaus                      | Hechinger Straße 29 (Karte)                          | um 1700                | zweigeschossiger Fachwerkbau mit Satteldach Geschützt nach § 2 DSchG |                                                                                               |
|      | Bauernhof                       | Im Hof 1,6 (Karte)                                   | 18. Jahrhundert        | ehemaliger Gasthof, bestehend aus dem Wohnhaus, zweigeschossig verputzt und einem Schuppen, eingeschossig, mit abgeschlepptem Satteldach Geschützt nach §§ P DSchG                                             |                                                                                               |
|      | Bauernhof                       | Im Hof 4 (Karte)                                     | 1776                   | bestehend aus dem Wohnhaus, zweigeschossiger Fachwerkbau, zum Teil verputzt und Fachwerkscheune Geschützt nach § 2 DSchG                                                                                       |                                                                                               |
|      | Bauernhaus                      | Im Hof 7 (Karte)                                     | um 1700                | zweigeschossig über hohem Sockel in Hanglage, verputzt, Straßengiebel mit freiliegendem Fachwerk Geschützt nach § 2 DSchG                                                                                      | BW                                                                                            |
|      | Evangelische Peterskirche       | Im Hof 13 (Karte)                                    | 1471                   | verputzter Saalbau mit polygonalem Chor und Einturmfassade.Samt Kirchhof, Kirchhofmauer und Gefallenendenkmal Geschützt nach §§ 28 und 12 DSchG                                                                |                                                                                               |
|      | Bauernhaus                      | Schloßrain 5/1 (Karte)                               | 18. Jahrhundert        | zweigeschossiger Fachwerkbau, teilweise verputzt Geschützt nach §§ P DSchG | BW                                                                                            |
|      | Türlaibung mit Reliefbild       | Unter Netzenberg 2 (Karte)                           | 1857                   | Mutterschaf und Lamm als Hauszeichen des Schafhalters Jakob Jetter Geschützt nach § 2 DSchG | BW                                                                                            |

### Erzingen
Kulturdenkmale im Stadtteil mit dem Dorf Erzingen und der Staatsdomäne Bronnhaupten:

| Bild | Bezeichnung                       | Lage                                                                 | Datierung              | Beschreibung | ID |
| ---- | --------------------------------- | -------------------------------------------------------------------- | ---------------------- | --- | -- |
|      | Laufbrunnen                       | Erzingen, vor Bellinger Straße 15 und Martin-Luther-Straße 1 (Karte) | Ende 19. Jahrhundert   | mit eisernem Trog und eisernem Stock Geschützt nach § 2 DSchG |    |
|      | Zehntscheune                      | Erzingen, Bellinger Straße 19 (Karte)                                | 1800                   | Fachwerkbau, Krüppelwalmdach Geschützt nach § 2 DSchG |    |
|      | Evangelische Kirche               | Erzingen, Martin-Luther-Straße 9 (Karte)                             | 18. Jahrhundert        | verputzter Saalbau mit Einturmfassade und polygonalem Chor, Turm möglicherweise 1748, Schiff 1833 von Bauinspektor Carl Christian Neiffer, 1910 nach Westen erweitert; mit Kirchhofmauer und Portalen Geschützt nach §§ 28 und 12 DSchG |    |
|      | Sebastianskapelle (Marienkapelle) | Erzingen, Martin-Luther-Straße 20 (Karte)                            | um 1400                | Saalbau mit polygonalem Chor, heute Lagerraum Geschützt nach § 2 DSchG |    |
|      | Bauernhof                         | Erzingen, Rosengartenstraße 2 (Karte)                                | Ende 17. Jahrhundert   | bestehend aus demzweigeschossigen Wohnhaus, Fachwerkbau mit verputztem, rückwärtigem Wohnteil und der Fachwerkscheune Geschützt nach § 2 DSchG                                                                                          |    |
|      | Feuerlöschteich                   | Bronnhaupten (Karte)                                                 | Anfang 19. Jahrhundert | einschließlich Hydrant von Bopp & Reuther, Mannheim, um 1890 Geschützt nach § 2 DSchG |    |

### Frommern
Kulturdenkmale im Stadtteil Frommern (mit den Dörfern Frommern und Dürrwangen, dem Gehöft Ziegelhütte und dem Haus Säge):

#### Dorf Frommern
| Bild | Bezeichnung               | Lage                                                                         | Datierung              | Beschreibung | ID |
| ---- | ------------------------- | ---------------------------------------------------------------------------- | ---------------------- | --- | -- |
|      | Denkmal                   | Balinger Straße (gegenüber Einmündung der Blumenstraße, Flstnr. 123) (Karte) |                        | Denkmal für die Opfer des Eyach-Hochwassers von 1895, steinerner Bildstock mit Satteldach, Ehrenkranz und Inschrift Geschützt nach § 2 DSchG                                                                    |    |
|      | Lokomobile                | Blumentalstraße 6 (Karte)                                                    | 1937                   | Kesseldampfmaschine im Gebäude der ehemaligen Möbelfabrik Erhard Geschützt nach § 2 DSchG | BW |
|      | Lagerhalle                | Blumentalstraße 6 (Flstnr. 2041) (Karte)                                     | zwischen 1920 und 1940 | ursprünglich Flugzeughalle, Ingenieur-Holzbau nach System Kübler, 1949 von Sigmaringen umgesetzt nach Frommern Geschützt nach § 2 DSchG                                                                         |    |
|      | Villa „Erhard“            | Blumentalstraße 8 (Karte)                                                    | 1910–1912              | zweigeschossiger Putzbau mit Standerkern und Portikus, Walmdach, von Steck und Diemer, Ebingen Geschützt nach § 2 DSchG                                                                                         |    |
|      | Bahnhofsgebäude           | Buhrenstraße 45 (Karte)                                                      | 1874                   | Empfangsgebäude des Bahnhofs Frommern, zweigeschossig mit Kniestockund Krüppelwalmdach, im Obergeschoss freiliegendes Fachwerk Geschützt nach § 2 DSchG                                                         |    |
|      | Pfarrhaus                 | Fronhof 10 (Karte)                                                           | 1600–1607              | zweigeschossig, verputzt, Satteldach, nach Süden mit Krüppelwalm, im Nordgiebel Stockwerksvorkragung, neu errichtet, Geburtshaus von Heinrich Lang (1826–1876), Portal bezeichnet 1911 Geschützt nach § 2 DSchG |    |
|      | Evangelische Galluskirche | Fronhof 12 (Karte)                                                           | 17. Jahrhundert        | verputzter Bau mit Einturmfassade, Seitenschiff und polygonalem Chor, samt integriertem Gefallenendenkmal, Kirchhof und Kirchhofmauer, Turm mit älterem Kern Geschützt nach § 2 DSchG                           |    |
|      | Zehntscheune              | St.-Gallus-Straße 7 (Karte)                                                  | um 1700                | eingeschossig in Hanglage, verputzt, Satteldach, Giebel mit Wetterdächern, seit 1872 Wohnhaus Geschützt nach § 2 DSchG                                                                                          |    |

#### Frommern-Dürrwangen
| Bild | Bezeichnung               | Lage                         | Datierung            | Beschreibung | ID                                                                        |
| ---- | ------------------------- | ---------------------------- | -------------------- | --- | ------------------------------------------------------------------------- |
|      | Gasthaus „Löwen“          | Ebinger Straße 30 (Karte)    | um 1800              | zweigeschossig, Erdgeschoss massiv, verputzt, Obergeschoss mit Blechschindeln verkleidet, getäfelte Wirtsstube mit Holzdecke, um 1900 erneuert Geschützt nach § 2 DSchG                                                                                          |                                                                           |
|      | Laufbrunnen               | Ebinger Straße 33 (Karte)    | Ende 19. Jahrhundert | Eiserner Stock eines Laufbrunnens mit Doppeltülle Geschützt nach § 2 DSchG |                                                                           |
|      | Bauernhaus                | Ebinger Straße 45 (Karte)    | 18. Jahrhundert      | zweigeschossig, verputzt, Fachwerk, im Obergeschoss freiliegend mit vertäfelter Kammer im Dach, Giebel um 1830 massiv erneuert, Besichtigung 24. Januar 2013 Geschützt nach §§ 2 DSchG                                                                           | [[Vorlage:Bilderwunsch/code!/C:48.240967,8.887681!/D: Bauernhaus !/\|BW]] |
|      | Bauernhaus                | Ebinger Straße 52 (Karte)    | 1849                 | zweigeschossig verputzt, mit großem Gewölbekeller Geschützt nach § 2 DSchG | BW                                                                        |
|      | „Rathaus Dürrwangen“      | Ebinger Straße 56 (Karte)    | 1796                 | zweigeschossiger Fachwerkbau, ursprünglich Bauernhaus, 1837 bis 1937 Rathaus, heute Haus der Volkskunst des Schwäbischen Albvereins Geschützt nach § 2 DSchG |                                                                           |
|      | Evangelische Peterskirche | Ebinger Straße 73 (Karte)    | 1913–1914            | verputzter Saalbau mit eingezogenem Chor und Rundturm, an der Straßenseite Vorhalle mit Arkaden, erbaut von Theodor Dolmetsch und Felix Schuster, Stuttgart Geschützt nach § 2 DSchG                                                                             |                                                                           |
|      | Bauernhaus                | Franziskanerstraße 2 (Karte) | um 1700              | zweigeschossig, verputzt, im Ostgiebel freiliegendes Fachwerk, Stube mit Bohlenbalkendecke, heute Wohnhaus Geschützt nach § 2 DSchG | BW                                                                        |
|      | Türlaibung                | Schwaderloch 9 (Karte)       | 1812                 | mit Reliefdarstellung beziehungsweise Inschrift im Keilstein: über dem Eingang zur Mahlmühle Relief eines Wasserrads, über dem Wohnungseingang Initialen und Jahreszahl, über dem Eingang zum Gaststall Reliefdarstellung eines Pferdes Geschützt nach § 2 DSchG |                                                                           |

### Ostdorf
| Bild           | Bezeichnung                 | Lage                                                                        | Datierung              | Beschreibung | ID                                                                                         |
| -------------- | --------------------------- | --------------------------------------------------------------------------- | ---------------------- | --- | ------------------------------------------------------------------------------------------ |
|                | Bauernhaus                  | Bei der Linde 2 (Karte)                                                     | um 1800                | zweigeschossig, verputzt, auf der rückwärtigen Traufseite freiliegendes Fachwerk, beziehungsweise Bohlenwände, mit getäfelter Stube Geschützt nach § 2 DSchG |                                                                                            |
|                | Bauernhaus                  | Bei der Linde 8/2 (Karte)                                                   | Anfang 18. Jahrhundert | zweigeschossig, verputzt, Giebel mit freiliegendem Fachwerk Geschützt nach § 2 DSchG |                                                                                            |
|                | Laufbrunnen                 | Dorfstraße (Ecke Dorfwiese) (Karte)                                         | 1846                   | mit steinernem Trog und gusseisernem Stock Geschützt nach § 2 DSchG |                                                                                            |
|                | Bauernhaus                  | Dorfstraße 2 (Karte)                                                        | 18. Jahrhundert        | zweigeschossig, verputzt, Fachwerkgiebel verbrettert, getäfelte Stube Geschützt nach § 2 DSchG |                                                                                            |
|                | Inschriftentafel            | Dorfstraße 7 (Karte)                                                        | 1616                   | an der ehemaligen Zehntscheuer alsNachricht über Brand und Wiederaufbau im Jahre 1616 Geschützt nach § 2 DSchG |                                                                                            |
|                | Pfarrhaus                   | Dorfstraße 8 (Karte)                                                        | um 1700                | dreigeschossiger Putzbau, mit Satteldach und freiliegendem, neuem Giebelfachwerk, Waschhaus und Mauer Geschützt nach § 2 DSchG |                                                                                            |
|                | Bauernhaus                  | Dorfstraße 9 (Karte)                                                        | um 1700                | zweigeschossig, verputzt, Giebel mit Vorkragungen und zweigeschossigem Anbau, Satteldach Geschützt nach § 2 DSchG |                                                                                            |
| Weitere Bilder | Evangelische Medarduskirche | Dorfstraße 14 (Karte)                                                       | 14. Jahrhundert        | Kirche samt Kirchhof mit Denkmal und alten Grabsteinen sowie Umfassungsmauer, Chorflankenturm vermutlich 13. Jahrhundert, 1570, 1843 und 1861 umgebaut, polygonal geschlossener Chor und verputzdem Saalbau Geschützt nach § 2 DSchG | Wikidata-Objekt anzeigen                                                                   |
|                | Bauernhaus                  | Dorfstraße 19 (Karte)                                                       | 16. Jahrhundert        | zweigeschossig, verputzt, Dachstuhl von 1552, mit getäfelter Stube von 1754 Geschützt nach § 2 DSchG |                                                                                            |
|                | Bauernhaus                  | Dorfstraße 21 (Karte)                                                       | Mitte 18. Jahrhundert  | zweigeschossig, verputzt, getäfelte Stube Geschützt nach § 2 DSchG |                                                                                            |
|                | Ehemaliger Gasthof „Krone“  | Dorfstraße 26 (Karte)                                                       | 19. Jahrhundert        | mit Wirtschaftsgebäuden und Brauerei, samt Hofbereich; Hauptgebäude zweigeschossig verputzt, mit Fensterverdachung, Westgiebel verschindelt, Satteldach mit Zwerchhaus, Nordostflügel Brauereigebäude mit Aufzugsgaube und Schornstein, Bierkeller, im Osten querstehende Scheune, Massivbau mit gewölbtem Stallbereich, im Süden Remise, Fachwerkbau mit Backsteinausfachungen (Gasthaus wohl Anfang 19. Jahrhundert, Wirtschaftsgebäude und Brauerei 1863,nach Plänen von Werkmeister Steidl, Balingen, 1874 und 1887 erweitert von Oberamtsbaumeister Heinz) Geschützt nach §§ P DSchG |                                                                                            |
|                | Bauernhof                   | Dorfstraße 41 (Karte)                                                       |                        | zweigeschossiges Wohngebäude, Putzbau mit Satteldach und Fachwerkscheune mit massivem Sockelgeschoss Geschützt nach §§ P DSchG | BW                                                                                         |
|                | Laufbrunnen                 | bei Dorfstraße 49 (Karte)                                                   | 19. Jahrhundert        | Gusseiserner Stock eines Laufbrunnens Geschützt nach § 2 DSchG | BW                                                                                         |
|                | Bauernhof                   | Felsenstraße 16 (Karte)                                                     | 18. Jahrhundert        | zweigeschossiges Wohngebäude, Putzbau,Ostgiebel mit freiliegendem Fachwerk und Scheune, besichtigt am 25. Februar 2009. Kein KD.Ke. 4. März 2008 Geschützt nach §§ P DSchG | [[Vorlage:Bilderwunsch/code!/C:48.302066,8.838147!/D: Bauernhof !/\|BW]]                   |
|                | Bauernhaus                  | Fritzengasse 8 (Karte)                                                      | 18. Jahrhundert        | zweigeschossig, verputzt Geschützt nach §§ P DSchG |                                                                                            |
|                | Bauernhaus                  | Fritzengasse 10 (Karte)                                                     | 1748                   | zweigeschossig, verputzt, im Ökonomiebereich und am Ostgiebel freiliegendes Fachwerk Geschützt nach §§ p DSchG |                                                                                            |
|                | Bauernhaus                  | Hegengasse 2 (Karte)                                                        | 18. Jahrhundert        | zweigeschossig, verputzt, mit massiver Vormauerung im Erdgeschoss, Straßengiebel verbrettert, Satteldach Geschützt nach §§ P DSchG |                                                                                            |
|                | Bauernhaus                  | Lindengasse 2 (Karte)                                                       | um 1680/90             | zweigeschossig, verputzt, Nordseite mit freiliegendem Fachwerk, (Fassadenmalerei neu) Geschützt nach § 2 DSchG |                                                                                            |
|                | Bauernhaus                  | Lindengasse 6 (Karte)                                                       |                        | zweigeschossig,verputzt, mit getäfelter Stube vom Ende des 19. Jahrhunderts, Dachstuhl vor 1700, Gestrichen laut Mitteilung RPTÜ 13. April 2011 Geschützt nach §§ 2 DSchG | [[Vorlage:Bilderwunsch/code!/C:48.303929,8.841307!/D: Bauernhaus !/\|BW]]                  |
|                | Bauernhaus                  | Lindengasse 7 (Karte)                                                       | 1837                   | samt Zaun mit Steinplattenpfosten, zweigeschossig, verputzt, am Südgiebel Vorkragungen, getäfelte Stube mit Felderdecke, 18. Jahrhundert Geschützt nach §§ 2 DSchG | [[Vorlage:Bilderwunsch/code!/C:48.303982,8.840894!/D: Bauernhaus !/\|BW]]                  |
|                | Laufbrunnen                 | bei Lindengasse 13 (Karte)                                                  | 19. Jahrhundert        | Eiserner Stock eines Laufbrunnens Geschützt nach § 2 DSchG |                                                                                            |
|                | Bauernhaus                  | Martin-Haug-Straße 2 (Karte)                                                | um 1800                | Geburtshaus des Orientalisten Martin Haug (1827–1876), zweigeschossig, verputzt, Satteldach, an der Giebelfassade Erinnerungstafel mit Reliefbild von Martin Haug, angebracht 1909 Geschützt nach § 2 DSchG |                                                                                            |
|                | Wohnteil eines Bauernhauses | Martin-Haug-Straße 14 (Karte)                                               | 18. Jahrhundert        | zweigeschossig, verputzt, im Straßengiebel freiliegendes Fachwerk und Wetterdächer Wegen Verlusts der Kulturdenkmaleigenschaft durch erhebliche Veränderungen am Haus zwischen Besichtigung und Übergabe des Verzeichnisses 1999/2000, gestrichen am 21. Dezember 2007, 25/Br Geschützt nach §§ 2 DSchG | [[Vorlage:Bilderwunsch/code!/C:48.302432,8.841824!/D: Wohnteil eines Bauernhauses !/\|BW]] |
|                | Bauernhaus                  | Martin-Haug-Straße 16 (Karte)                                               | 17. Jahrhundert        | bis 1784 „Täfer“ (=Schildwirtschaft), zweigeschossig, verputzt, mit großer vertäfelter Stube, im Kern wohl älter als 17. Jahrhundert Geschützt nach § 2 DSchG |                                                                                            |
|                | Ehemaliges Schulhaus        | Rathausstraße 5 (Karte)                                                     | 1874/75                | heute Rathaus, zweigeschossiger Bau mit zwei übergiebelten Eckpavillons, Zugang in der Rücklage, Erdgeschoss massiv, Obergeschoss und Giebel mit Schindeln verklebt, rückwärtiger Scheunenanbau Geschützt nach § 2 DSchG |                                                                                            |
|                | Bauernhaus                  | Hegenwettengasse 4 (Karte)                                                  | 1786                   | dreigeschossiger Bau mit sichtbarem Fachwerk, laut inschrift erbaut von Herrn Vötsch und Vötschin Geschützt nach § 2 DSchG | BW                                                                                         |
| Weitere Bilder | Schafhaus                   | Gewann Leimgrube, verlängerte Hegengasse, Flstnr.4583 (Karte)               |                        | eingeschossiger Fachwerkbau über Bruchsteinsockel, Walmdach Geschützt nach § 2 DSchG |                                                                                            |
|                | Klappenwehr                 | Ostdorf-Böllatmühle, bei der Böllatmühle in der Eyach, flussabwärts (Karte) | 1895                   | Geschützt nach § 2 DSchG | BW                                                                                         |

### Roßwangen
Kulturdenkmale im Stadtteil Roßwangen:

| Bild | Bezeichnung        | Lage                          | Datierung             | Beschreibung | ID |
| ---- | ------------------ | ----------------------------- | --------------------- | --- | -- |
|      | Bauernhaus         | Weilstetter Straße 15 (Karte) | Ende 17. Jahrhundert  | zweigeschossig, verputzt, im Giebel freiliegendes Fachwerk Geschützt nach § 2 DSchG |    |
|      | Katholische Kirche | Weilstetter Straße 52 (Karte) | 1667                  | verputzter Saalbau mit polygonalem Chorschluss und Flankenturm, 1766–1769 und 1948 Vergrößerung des Schiffes Geschützt nach § 28 DSchG |    |
|      | Pfarrhaus          | Weilstetter Straße 54 (Karte) | 1816                  | zweigeschossig, ursprünglich verputztes Einhaus mit Wohnteil, Scheune, Stall und Schopf unter einem gemeinsamen Krüppelwalmdach, vom Freiherrn von Cotta als Pfarrhaus erbaut, 1984 im Innern zum Gemeindehaus umgestaltet Geschützt nach § 2 DSchG |    |
|      | Friedhofskreuz     | bei Oberer Brühl 6 (Karte)    | 1898                  | auf dem Friedhof, Flstnr. 1537, Steinkruzefix auf hohem Inschriftensockel und mit Metallkorpus, von Steinhauer Bertsch aus Dormettingen Geschützt nach § 2 DSchG                                                                                    |    |
|      | Bauernhaus         | Zinkenstr. 4 (Karte)          | Mitte 18. Jahrhundert | ab 1862 Rathaus, heute Wohnhaus, zweigeschossig, Erdgeschoss verputzt, Obergeschoss und Giebel mit freiliegendem Fachwerk Geschützt nach § 2 DSchG                                                                                                  |    |

### Stockenhausen
Kulturdenkmale im Stadtteil Stockenhausen:

| Bild | Bezeichnung        | Lage                        | Datierung | Beschreibung | ID |
| ---- | ------------------ | --------------------------- | --------- | --- | -- |
|      | Gasthaus „Krone“   | Zillhauser Straße 5 (Karte) | 1856      | heute Wohnhaus, zweigeschossig, verputzt, südliche Giebelseite mit freiliegendem Fachwerk Geschützt nach § 2 DSchG                                                                | BW |
|      | Schul- und Rathaus | Zillhauser Str. 7 (Karte)   | 1923      | zweigeschossig auf hohem Sockel, mit zweiläufiger Außentreppe, im zweiten Obergeschoss freiliegendes Fachwerk, flaches Walmdach mit Uhr und Dachreiter Geschützt nach § 2 DSchG   |    |
|      | Gedenksteine       | an der Zillhäuser Straße    | 1932/1934 | östlich vom Ort, Gedenksteine für den freiwilligen Arbeitsdienst und zwei ums Leben gekommene Arbeitsdienstmänner, mit Relief, beziehungsweise Inschrift Geschützt nach § 2 DSchG |    |

### Streichen
Kulturdenkmale im Stadtteil Streichen:

| Bild | Bezeichnung                   | Lage                     | Datierung       | Beschreibung | ID |
| ---- | ----------------------------- | ------------------------ | --------------- | --- | -- |
|      | Bauernhaus                    | Aspenstraße 4 (Karte)    | 1912/1913       | eingeschossiger Fachwerkbau mit zwei, im rechten Winkel zueinander stehenden Krüppelwalmdächern, vermutlich nach Plänen von Felix Schuster (gezeichnet von Bauführer Kiemle) Geschützt nach § 2 DSchG |    |
|      | Kleinstbauernhaus             | Im Winkel 21             | um 1800         | eingeschossiger Fachwerkbau mit Sockel und Satteldach, um 1800 Wegen jahrzehntelanger Unterlassung von Reparaturen einsturzgefährdet und in seiner Substanz derart zerstört, dass eine Sanierung im Ergebnis einem Neubau gleichkommen würde. Daher seitens Ref. 25/Br, 26. Februar 2008, kein Einwand gegen die Erteilung der denkmalschutzrechtlichen Genehmigung zum Abbruch mit Dokumentationsauflagen Geschützt nach §§ 2 DSchG |    |
|      | Rathaus                       | Kirchenstraße 5 (Karte)  | 18. Jahrhundert | Rathaus seit 1933,früher Bauernhaus, danach Armenhaus, zweigeschossiger, verputzter Bau auf hohem Sockel, im Giebel freiliegendes Fachwerk Geschützt nach § 2 DSchG |    |
|      | Evangelische Liebfrauenkirche | Kirchenstraße 15 (Karte) | 1912/1913       | mit Treppenaufgang, Kirchhof und Gefallenendenkmal, verputzter Saalbau mit Einturmfassade, eingezogener Chor und Apsis, nach Plänen von Dolmetsch und Schuster, Stuttgart, Turm 1949 aufgestockt Geschützt nach § 2 DSchG |    |

### Weilstetten
Kulturdenkmale im Stadtteil Weilstetten (mit dem Dorf Weilstetten, dem Ort Hotel Lochen und dem Haus Maienwiesle):
| Bild | Bezeichnung                       | Lage                                 | Datierung            | Beschreibung | ID |
| ---- | --------------------------------- | ------------------------------------ | -------------------- | --- | -- |
|      | Bauernhaus Bachstraße 4           | Weilstetten, Bachstraße 4 (Karte)    | Ende 17. Jahrhundert | zweigeschossiger Fachwerkbau Geschützt nach § 2 DSchG |    |
|      | Wohnhaus Bachstraße 17            | Weilstetten, Bachstraße 17 (Karte)   | um 1932              | zweigeschossig, verschindelt, mit Treppenrisalit und Krüppelwalmdach Geschützt nach § 2 DSchG |    |
|      | „Bühlburg“, Wohnhaus              | Weilstetten, Espachstraße 85 (Karte) | 1590                 | zweigeschossiger Fachwerkbau mit Bohlenstube und Krüppelwalmdach, über der Tür bezeichnet 1590 Geschützt nach § 2 DSchG |    |
|      | Bauernhaus Hauptstraße 13         | Weilstetten, Hauptstraße 13 (Karte)  | 19. Jahrhundert      | zweigeschossig, zum Hof und zur Straße mit Holzplatten verkleidet, in den Brüstungsfeldern mit andersfarbigem Holz eingelegte Muster, Zierbretter an Gesims und Traufe, Fensterrahmen, gestaltete Klappläden, 19. Jahrhundert, Verkleidung um 1900 Geschützt nach § 2 DSchG |    |
|      | Pfarrhaus                         | Weilstetten, Hauptstraße 18 (Karte)  | 1927/1928            | zweigeschossig in Hanglage mit Gemeindesaal im Erdgeschoss, an der Gebäudedecke eingezogenerVorplatz mit Bogenstellung, Putzbau, Walmdach, 1927/1928 von Klatte und Weigle, Stuttgart Geschützt nach § 2 DSchG                                                              | BW |
|      | Evangelische Kirche St. Dionysius | Weilstetten, Hauptstraße 22 (Karte)  | 1933/1934            | Putzbau mit polygonalem Chorabschluss und Flankenturm, 1933/1934 erneuert und umgebaut, mit Denkmal für die Kriegstoten Geschützt nach § 2 DSchG |    |
|      | Bauernhaus Hauptstraße 35         | Weilstetten, Hauptstraße 35 (Karte)  | 1831                 | zweigeschossig, Erdgeschoss mit Holzplatten verkleidet, Obergeschoss und Stallbereich verputzt, Giebel verschindelt, über dem Scheunentorbezeichnet 1831 Geschützt nach § 2 DSchG                                                                                           |    |

### Zillhausen
Kulturdenkmale im Stadtteil Zillhausen (mit dem Dorf Zillhausen und dem Gehöft Wannental):

| Bild | Bezeichnung         | Lage                          | Datierung       | Beschreibung | ID |
| ---- | ------------------- | ----------------------------- | --------------- | --- | -- |
|      | Mahlmühle           | An der Mühle 4 (Karte)        |                 | dreigeschossiger Putzbau mit vollständiger technischer Einrichtung, vorwiegend aus den 1950er Jahren, samt Wasserbau, Druckrohrleitung und Pelton-Turbine Geschützt nach § 2 DSchG | BW |
|      | Villa „Herre“       | Ebnetstraße 7 (Karte)         | 1919            | eingeschossiger Putzbau in Hanglage auf hohem Sockel samt vasengeschmückter Freitreppe, Krüppelwalmdach mit Zwerchhaus, von J. Schlienz, Balingen Geschützt nach § 2 DSchG         |    |
|      | Evangelische Kirche | Hochholzstraße 14 (Karte)     | 1838            | rechteckiger, verputzter Saalbau mit Einturmfassade von Carl Christian Nieffer Geschützt nach § 2 DSchG                                                                            |    |
|      | Gefallenendenkmal   | bei Hochholzstraße 14 (Karte) |                 | Denkmal für die Gefallenen des Ersten Weltkriegs Geschützt nach § 2 DSchG |    |
|      | Pfarrhaus           | Pfarrstraße 8 (Karte)         | 1863            | zweigeschossiger, unverputzter Massivbau mit sichtbaren Mauerankern, kleiner Außentreppe und Satteldach Geschützt nach § 2 DSchG                                                   |    |
|      | Bauernhaus          | Ufhofer Straße 1 (Karte)      | 18. Jahrhundert | dreigeschossig in Hanglage, verputzt, Rückgiebel mit Blechschindeln und Eckzier Geschützt nach § 2 DSchG                                                                           | BW |
|      | Hofgut              | Wannental (Karte)             | 1800            | bestehend aus Wohnhaus, zweigeschossig und verputzt, Scheune und Stall, alles mit Krüppelwalmdächern, um 1800 mit älterem Kern Geschützt nach § 2 DSchG                            |    |